# Gothika
Gothika – filmowy horror z 2003 roku w reżyserii Mathieu Kassovitza. Zdjęcia kręcono głównie w Montrealu. Odtwórczyni roli głównej, Halle Berry, za swój występ została wyróżniona licznymi nominacjami oraz nagrodą Teen Choice.

## Fabuła
Doktor Miranda Grey jest ważnym psychiatrą w szpitalu dla umysłowo chorych. Pewnego wieczoru, podczas jazdy samochodem z pracy do domu, ledwie unika potrącenia dziewczyny. Następną rzeczą, jaką Miranda pamięta, jest fakt, że minęło kilka dni, a ona jest pacjentką w szpitalu, w którym niegdyś pracowała, a także że jest oskarżona o zabójstwo swojego męża. Kobieta stara się przekonać byłych współpracowników o swej poczytalności i niewinności, próbuje też odzyskać utraconą pamięć.

## Obsada
- Halle Berry – dr Miranda Grey
- Robert Downey Jr. – dr Pete Graham
- Charles S. Dutton – dr Douglas Grey
- John Carroll Lynch – szeryf Ryan
- Bernard Hill – Phil Parsons
- Penélope Cruz – Chloe Sava
- Dorian Harewood – Teddy Howard
- Bronwen Mantel – Irene
- Kathleen Mackey – Rachel Parsons
- Matthew G. Taylor – Turlington
- Michel Perron – Joe
- Andrea Sheldon – Tracey Seavers
- Anana Rydvald – pielęgniarka
- Laura Mitchell – współwięzień
- Amy Sloan – współwięzień
- Noël Burton – lekarz więzienny
- Benz Antoine – strażnik
- Andy Bradshaw – strażnik
- Jason Cavalier – strażnik
- Jasson Finney – strażnik
- Terry Simpson – strażnik
- Kwasi Songui – strażnik
- Caroline Van Vlaardingen – dziennikarka
- Al Vandecruys – dziennikarz
- Sonia Israel – dziewczyna na ulicy
- Noah Bernett – Tim

## Nagrody

### Otrzymane
- 2004 Teen Choice Awards
  - najlepsza aktorka w filmie dramatycznym lub filmie akcji – Halle Berry

### Nominacje
- 2004 Black Reel Awards
  - najlepsza aktorka – Halle Berry

- 2004 Golden Trailer Award
  - najlepszy horror/thriller

- 2004 Image Awards
  - najlepsza aktorka – Halle Berry
  - najlepszy aktor drugoplanowy – Charles S. Dutton

- 2004 Kids' Choice Awards, USA
  - ulubiona aktorka – Halle Berry

- 2004 MTV Movie Awards
  - najlepsza rola żeńska – Halle Berry

- 2004 Teen Choice Awards
  - najlepszy film – thriller